# Аристарх Самоський
Аристарх Самоський (дав.-гр. Αρισταρχος ο Σαμιος; близько 310 до н. е. — бл. 230 до н. е.) — давньогрецький астроном. Перший висловив ідею геліоцентризму; стверджував, що Земля, обертаючись навколо своєї осі, рухається по колу навколо нерухомого з його думки Сонця, яке розташоване в центрі сфери нерухомих зірок. Він також був першим, хто оцінив розміри Сонця і Місяця і їхню відстань від Землі.

## Біографія
Аристарх Самоський народився близько 310 року до н. е. на острові Самос. Його вчителем був перипатетик Стратон Лампсакський. Самого Аристарха можна вважати послідовником Александрійської школи, пов'язаної зі знаменитою бібліотекою (так, за свідченнями Клавдія Птолемея, в 280 році до н. е. Аристарх спостерігав в Александрії сонцестояння). Помер близько 230 року до н. е.
Розповсюджене уявлення, що через свої погляди, зокрема, запропоновану геліоцентричну систему світу, Аристарх був звинувачений в безбожності, не має під собою історичних підстав. Луціо Русо простежує походження цього уявлення до видання Плутархового діалогу «Про лице, видиме у кружалі Місяця» Жилем Менажем у XVII ст. За обома рукописами, які дійшли до нашого часу, Плутарх переповідає, що у суперечці з Клеантом, тогочасним головою школи стоїків, який поклонявся сонцю та був супротивником геліоцентризму, Аристарх риторично закинув Клеанту безбожність, бо за Клеантовими поглядами божественне вогнище, джерело життя і цар всесвіту, рухається довкола Землі. Перевидаючи цей діалог невдовзі після гучних судових процесів над Джордано Бруно та Галілео Галілеєм, Менаж самовільно поміняв місцями називний та знахідний відмінки у тексті Плутарха, внаслідок чого закид Клеанту Аристархом перетворився на закид Клеантом Аристарху.

## «Про величини і відстані Сонця і Місяця»

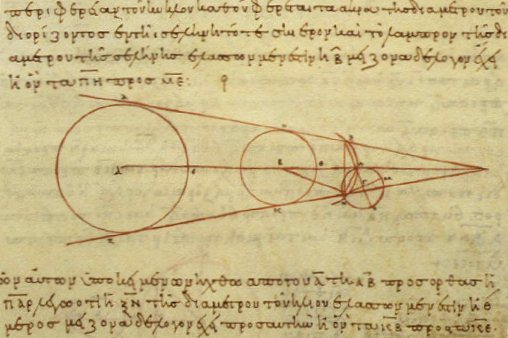
Схема, що пояснює визначення радіуса Місяця по методу Аристарха (візантійська копія X ст.)

Праця Аристарха Самоського «Про величини і відстані Сонця і Місяця» — єдина з його доробку, яка дійшла до нас. Тут вперше в історії науки здійснена спроба визначення розмірів небесних тіл — Сонця і Місяця, відстаней до них. Попередники Аристарха Самоського так вирішували це питання. Геракліт Ефеський вважав, що Сонце має розмір стопи, Анаксагор із Клазомен — що Сонце за розмірами більше Пелопоннесу. Тобто наукового підходу до Аристарха Самоського до цих питань вироблено не було.
На відміну від них, Аристарх використав науковий метод, який базувався на спостереженнях за фазами Місяця, а також за сонячними і місячними затемненнями. Його побудови виходять з того, що Місяць має форму кулі і запозичує світло від Сонця. Таким чином, якщо Місяць перебуває у квадратурі, тобто виглядає розітнутим навпіл, то кут Земля-Місяць-Сонце прямий.
Варто лише виміряти кут між Місяцем і Сонцем α, і за формулами, що стосуються прямокутного трикутника, встановити відношення відстаней від Землі до Місяця rM і від Місяця до Сонця rS:
tg α = rM / rS.
За вимірами Аристарха, α = 87 °, звідси отримуємо, що Сонце приблизно в 19 разів далі, ніж Місяць. Щоправда, за часів Аристарха ще не було тригонометричних функцій (власне, він сам в тому ж самому творі «Про величини і відстані Сонця і Місяця» закладав основи тригонометрії). Тому для обчислення цієї відстані йому доводилося використовувати досить складні методи, ретельно описані в згаданому трактаті.
Далі Аристарх залучив деякі відомості про сонячні затемнення: чітко розуміючи, що вони відбуваються тоді, коли Місяць загороджує від нас Сонце, Аристарх вказав, що кутові розміри обох світил на небі приблизно однакові. Отже, Сонце в стільки ж разів більше Місяця, у скільки разів далі, тобто (за даними Аристарха), відношення радіусів Сонця і Місяця приблизно складає 20.
Наступним кроком було визначення відношення розмірів Сонця і Місяця до розміру Землі. Цього разу Аристарх використовує метод аналізу місячних затемнень. Причина затемнень йому абсолютно зрозуміла: вони відбуваються тоді, коли Місяць потрапляє в конус земної тіні. За його оцінками, в районі місячної орбіти ширина цього конуса в 2 рази більша за діаметр Місяця. Знаючи це число, Аристарх за допомогою досить дотепних побудов і виведеного раніше відношення розмірів Сонця і Місяця робить висновок, що відношення радіусів Сонця і Землі становить більше ніж 19 до 3, але менше, ніж 43 до 6. Він оцінив також радіус Місяця: за розрахунками Аристарха, він приблизно в три рази менший за радіус Землі, що не так вже й далеко від правильного значення, яке ми вивели нещодавно (0,273 радіуса Землі).
Відстань до Сонця Аристарх недооцінив приблизно в 20 разів. Причина помилки полягала в тому, що момент місячної квадратури може бути встановлений тільки з дуже великою похибкою, яка веде до неправильного значення кута α і, отже, до нечіткої відстані до Сонця. Таким чином, метод Аристарха був досить недосконалим, нестійким до помилок. Але це був єдиний метод, доступний в давнину.
Всупереч назви своєї праці, Аристарх не вирахував відстань до Місяця і Сонця, хоча він, звичайно, легко міг би це зробити, знаючи їх кутові і лінійні розміри. У трактаті зазначено, що кутовий діаметр Місяця складає 1/15 частину знака зодіаку, тобто 2 °, що в 4 рази більше істинного значення. Звідси випливає, що відстань до Місяця складає приблизно 19 радіусів Землі. Цікаво, що Архімед у своїй праці «Обчислення піщинок» зазначає, що саме Аристарх вперше отримав правильне значення 1/2°. У зв'язку з цим, сучасний історик науки Денніс Роулинз (Dennis Rawlins) вважає автором трактату «Про величини і відстані Сонця і Місяця» не самого Аристарха, але одного з його послідовників, і значення 1/15 частина зодіаку виникли помилково у цього учня, бо неправильно переписав відповідне значення з оригінального твору свого вчителя. Якщо провести певні обчислення зі значенням 1/2°, то ми отримаємо значення відстані до Місяця розміром приблизно в 80 радіусів Землі, що більше правильного значення майже на 20 радіусів Землі. Це в кінцевому підсумку пов'язано з тим, що Аристархова оцінка ширини земної тіні в районі місячної орбіти (в 2 рази більша за діаметр Місяця) є недооціненою. Правильне значення становить приблизно 2,6. Ця величина була використана півтора століття тому Гіппархом Нікейським (і, можливо, молодшим сучасником Аристарха Архімедом), завдяки чому було встановлено, що відстань до Місяця складає близько 60 радіусів Землі, відповідно до сучасних обчислень.

## Вшанування
Ім'я Аристарха Самоського увічнене в назві яскравого кратера на Місяці та астероїда.